# Оуксдејл (Вашингтон)
Оуксдејл (енгл. Oakesdale) град је у америчкој савезној држави Вашингтон. По попису становништва из 2010. у њему је живело 422 становника.

## Демографија
Према попису становништва из 2010. у граду је живело 422 становника, што је 2 (0,5%) становника више него 2000. године.
| Група             | 2000.       | 2010.       |
| Белци             | 413 (98,3%) | 407 (96,4%) |
| Афроамериканци    | 0 (0,0%)    | 0 (0,0%)    |
| Азијати           | 1 (0,2%)    | 2 (0,5%)    |
| Хиспаноамериканци | 4 (1,0%)    | 4 (0,9%)    |
| Укупно            | 420         | 422         |